# Hale Johnson

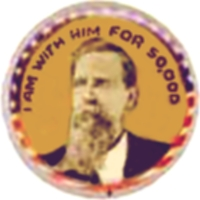
Hale Johnson

Hale Johnson, född 21 augusti 1847 i Montgomery County i Indiana, död 4 november 1902 i Jasper County i Illinois, var en amerikansk advokat, politiker och borgmästare i Newton, Illinois. Han var ursprungligen republikan men bytte parti till Prohibition Party och ställde upp som  Joshua Leverings vicepresidentkandidat i presidentvalet i USA 1896.
Prohibitionisterna Levering och Johnson fick 0,9 % av rösterna i presidentvalet 1896. En jordbrukare från småorten Bogotá, Harry Harris, dödade Johnson år 1902 då han kom att avkräva en skuld. Mördaren begick självmord efter dådet.